# L'innocente Casimiro
L'innocente Casimiro è un film del 1945 diretto da Carlo Campogalliani.

## Trama
Marcella Corra, rampolla di una famiglia dell'alta borghesia, ha un debole per l'ingenuo Casimiro Pelagatti, insegnante di storia nel collegio cui è stata affidata. Per attirare la sua attenzione, non trova soluzione migliore che rivelare al preside dell'istituto di essere alle prese con una gravidanza di cui il professore sarebbe responsabile. Il Pelagatti, espulso con ignominia dall'istituto, deve anche promettere di recarsi dalla famiglia di Marcella, con una lettera del preside, in cui si illustra l'accaduto, e di proporre un eventuale matrimonio riparatore.

Casimiro alle prese coi due lati del suo subcosciente

Strada facendo, l'intraprendente giovane ha già provveduto, a insaputa dell'insegnante a modificare il contenuto della missiva cosicché, all'arrivo dei due nella lussuosa villa Corra, Casimiro, in compagnia del cagnetto Vercingetorige, viene calorosamente accolto come il tutore che dovrà seguire Marcella negli studi, durante un'interruzione dell'attività scolastica dovuta a un'epidemia di "morbillo cerebrale". Egli si trova così a dover familiarizzare con la strana fauna di cui è composta la famiglia Corra: il capofamiglia distratto e burlone, la zia, dedita alle frequentazioni spiritiche di Shakespeare ed altri spiriti eccelsi, Guido, fratello di Marcella, vacuo e perditempo ed un enigmatico maggiordomo. Con l'alleanza del medico di famiglia, Marcella riesce, inoltre, a far credere a Casimiro di essere sonnambulo e di aver compiuto il misfatto inconsapevolmente, spinto dalle pulsioni del suo inconscio.
Poi la casa si affolla. Casimiro è raggiunto da Paola, sua cugina e fidanzata che diviene subito preda delle attenzioni di Guido mentre dal collegio arrivano le compagne di Marcella. Infatti la storia dell'epidemia si è propagata, costringendo il collegio a chiudere davvero; preludio questo alla minacciosa entrata in scena del direttore. Nel convulso finale, insieme alla rivelazione della dabbenaggine del preside e di un matrimonio, restato segreto a tutti, tra la zia e il maggiordomo, dovuto ai buoni uffici dello spirito di Shakespeare, fiori d'arancio per Guido e Paola e, naturalmente, per Marcella e Casimiro.

## Produzione
Tratto dalla commedia musicale di Mario Amendola, Scandalo al collegio, di cui inizialmente doveva conservare il titolo, il film fa da battistrada alla successiva massiccia produzione di film derivati dalla rivista e dall'avanspettacolo. Nel teatro leggero si è formata Lea Padovani e dal teatro, dove avevano trovato rifugio dalle incertezze e difficoltà produttive del periodo bellico, ritornano al cinema Erminio Macario e Alberto Sordi.
Con Roma città aperta e La resa di Titì, altra commedia, diretta da Giorgio Bianchi – è uno dei pochi film in lavorazione nei convulsi mesi che precedono la Liberazione.
La convenzionalità del soggetto, una "commedia di collegio" alla Mattoli, è parzialmente riscattata dalla comicità "stravagante e clownesca" di Macario, mentre un elemento di novità, rispetto al repertorio del periodo fascista, è stato individuato nei riferimenti alla psicologia.

## Distribuzione
Esce nell'ottobre 1945, distribuito dalla Lux Film.

## Incassi
Incasso accertato a tutto il 31 dicembre 1952 £ 34.500.000